# دوور-فوکسکروفت (مین)
دوور-فوکسکروفت(به انگلیسی: Dover-Foxcroft) شهری در ایالت مین کشور ایالات متحده آمریکا است که جمعیت آن در سرشماری سال ۲۰۱۰ میلادی، ۲٬۵۲۸ نفر بوده‌است.